# 宇佐氏
宇佐氏（うさうじ）は、日本の氏族の一つ。古代には宇佐国造や宇佐評督を務め、後に宇佐八幡宮の社家として繁栄した。

## 概要
宇佐氏は『記紀』にみえる神武朝の菟狭津彦命（うさつひこのみこと）を家祖とし、宇佐国造を世襲したとされる。菟狭津彦命の父は、高皇産霊尊の子の天活玉命の子である天三降命とされ、天三降命は『先代旧事本紀』「天神本紀」に豊国宇佐国造等の祖として登場し、同書神代系紀にも神世七代の一柱として登場する。
奈良時代に八幡神に朝廷の権力が及ぶと、宇佐八幡宮にも神宮司が設置された。当初は大宮司職は和人の大神氏（おおが）が、祭祀は渡来系氏族の辛嶋氏（からしま）が掌握していたが、道鏡事件が起こると大宮司職が空席になった為宇佐池守が任じられるところとなった。
そもそも奈良時代までは宇佐にあっても八幡宮であって、比咩神（ひめがみ）を信仰する宇佐氏の「宇佐宮」ではなく、宇佐氏が八幡宮に関係するのは天平勝宝元年と同7年(755)より宝亀4年(773)の18年という限られた時代であった。
宇佐宮最古の文書『八幡宇佐宮御託宣集』には「今坐宮号菱形小椋山也、比咩神大御神前住、国加都玉依比咩命也、又住都麻垣比咩大御神也、本坐宇佐郡安心別倉東方高岳也、」とあり、宇佐神宮に比咩神が関わるのは、比咩神が鎮座した山に八幡神が移住したためである。
平安時代では、大神氏が大宮司、宇佐氏が少宮司と定められたが、石清水八幡宮の勧請の後大宮司職が空席になった隙に宇佐氏が宮司となった。
平安時代末期には宇佐公則が現れ、平氏と結んでその社領は九州全域に及んだ。宇佐公道は清盛の娘を娶り平氏との繋がりが深かったので、壇ノ浦前に自宅を安徳帝の仮御所にして迎え入れた。鎌倉時代も宇佐氏による大宮司独占が続き、南北朝時代には宇佐公敦、次いでその弟の宇佐公連が大宮司となったが、公連は南朝に属して独立し、南北朝の争いが宇佐八幡宮にも及んだ。
向野郷宮成山から宮成氏を称し、公連は到津へ赴いて到津氏を称し。宮崎別府岩根氏を称し。安心院安心院氏を称した。それぞれ大宮司となり、宇佐一族間で激しく争った。のちは平氏から源氏に代わるなかで源氏と結びつきが強い宮成家、到津家が大宮司として残ることになる。
戦国時代は大内氏・大友氏などに仕えたものの、宇佐氏の武士としての活動は目立たない。また、同時代には奈多鑑基によって所領が蝕まれ、大友軍によって宇佐宮を焼き討ちされて一族が宇佐から避難する事件も起きている。
黒田氏が豊前国へ入国してくると宮成公里の子・宮成公基は宮成公尚に大宮司を譲り、黒田長政に仕えて武士となった。
公尚以降は宮成・到津両家が続き、近代に至った。